# Dialyse (biochemie)
Dialyse is de uitwisseling van in water opgeloste stoffen door een semipermeabel membraan. Vaak wordt dialyse gebruikt als synoniem voor hemodialyse, een van de bestaande nierfunctievervangende therapieën.

## Ontdekking
In 1840 demonstreerde de Schot Thomas Graham een plantaardig perkament met semipermeabele eigenschappen. Alleen kristallijne stoffen (zouten) konden door dit membraan heen diffunderen, terwijl colloïde stoffen werden tegengehouden. Graham noemde deze eigenschap 'dialyse', een uit het Grieks afkomstig woord dat 'het verspreiden van deeltjes' betekent.